# Buick Riviera
Buick Riviera es un automóvil deportivo personal fabricado por Buick bajo la firma americana General Motors. Su producción empezó en 1963 y acabó cincuenta años después, en 1999. Utiliza la plataforma E de GM como el Oldsmobile Toronado o el Cadillac Eldorado.

## Origen del modelo
A finales de 1950 General Motors quería hacer un modelo deportivo personal que compitiese con el exitoso Ford Thunderbird. El primer Riviera fue un modelo de Cadillac llamado XP-715 pasando a ser de Buick porque Cadillac tenía mucho éxito en su momento y debía de centrarse en sus modelos y de que un miembro de la agencia de publicidad McCann, Erickson en un movimiento inusual ganó y de ahí pasó a ser de Buick que tenía las ventas caídas.

## Cronología

### 1949
Fue el año donde apareció por primera vez este nombre en el catálogo de Buick. Designaba a las versiones de mayor distancia entre ejes  del Roadmaster y el Super.

### 1950-53
Todo el uso de la denominación se extendió a todos los modelos de Buick de distancia entre ejes larga.

### 1955-1958
Riviera era el nombre que se utilizaba en los modelos hardtop de 2 y 4 puertas excepto el Century Caballero.

### 1959-1962
El nombre Riviera se reduce a la gama Electra 225, al modelo de 4 puertas llamado hardtop de seis ventanas.

### 1963
En 1963, el nombre de Riviera hizo su aparición en el nuevo coche de lujo personal de Buick. Aunque más pequeño que los otros modelos más grandes el Buick Riviera compartió su mecánica y suspensión de las mismas.

### 1965
En este año aparece una versión Gran Sport con el nombre de Riviera.

### 1966
En 1966, el Riviera que hasta ahora no tenía competencia entre las otras divisiones de General Motors, fue rediseñado y se comparte su cuerpo con el Oldsmobile Toronado. De un diseño muy diferente, el Riviera ha retenido propulsión y se mantuvo mucho más popular que el Toronado.

### 1967
En 1967, el recién rediseñado Cadillac Eldorado se añade a la lista de competidores, pero competía principalmente por la tracción, que competía más con el Toronado que el Riviera. Riviera también recibió un nuevo motor V8 de 7 litros (430 pulgadas cúbicas) que reemplaza los motores V8 de 401 y 425 pulgadas cúbicas, con orígenes que se remontan a 1953. En 1970, el cuerpo que había cambiado poco desde 1966 parecía más pesado debido a la adición de alas y las modificaciones posteriores de las faldas de la parte delantera y trasera que daba esa impresión. Sin embargo, el motor de Buick 430 se amplió a 455 pulgadas cúbicas (7,5 litros).

### 1971
En 1971, el Riviera fue completamente rediseñado y la línea no dejó a nadie indiferente. La característica estética más audaz fue el diseño de la parte trasera barco de punta. Los modelos de esta época también se las conoce como barco-cola. Los frenos de disco en la parte delantera que eran opcionales desde 1967 eran ahora de serie y la suspensión era completamente nueva.

### 1974
En 1974, la carrocería se ha rediseñado para no ofender a algunos compradores que encontraron al predecesor un poco demasiado excéntrico, pero las ventas no han aumentado tampoco. Por primera vez desde 1954, el nombre de Riviera se encuentra en un coche en cantidad porque ahora todos habían fijado un limpiaparabrisas trasero. El modelo GS (Gran Sport) fue abolido después de 1975 y reemplazado por una versión S/R que solamente duró un año.

### 1977
El modelo de 1977 se ha reducido y motor 455 de Buick que era estándar en el año anterior no estaba disponible. En su luga , el motor estándar era los Buick 350 (5.7 litros) y 403 (6.6 litros) de origen Oldsmobile opcionales.

### 1979
En 1979, el Rivera tuvo demasiada tracción. Un modelo más deportivo fue ofrecido de nuevo y se llamó S/tipo. Por primera vez, el Riviera estaba disponible con un motor V6 3.8 litros turbo que era estándar en el S/tipo, mientras que otros modelos recibieron un Oldsmobile 350 V8 diferente de la de 1978 que fue hecho por Buick. En 1981, este modelo pasó a llamarse T/Type. En 1982, una versión convertible apareció por primera vez en este modelo.

### 1986
En 1986, el Riviera recientemente rediseñado sólo estaba disponible con el motor Buick 3.8 litros V6 (sin turbo) y recibió una pantalla táctil que se utiliza para controlar la radio, aire acondicionado y otras funciones del coche.

### 1990
Esta pantalla no era muy querida y desapareció en el modelo de 1990. Después de un año de ausencia, el Riviera fue reintroducida en 1995 y el nuevo modelo estaba disponible con el V6 sobrealimentado de 3.8 litros modelo Park Avenue Ultra.

### 1995
En algunos mercados, el sobrealimentado V6 era estándar en 1995 y, finalmente, que era de serie en toda la Riviera.

### 1999
El último año de producción de este modelo es de 1999.

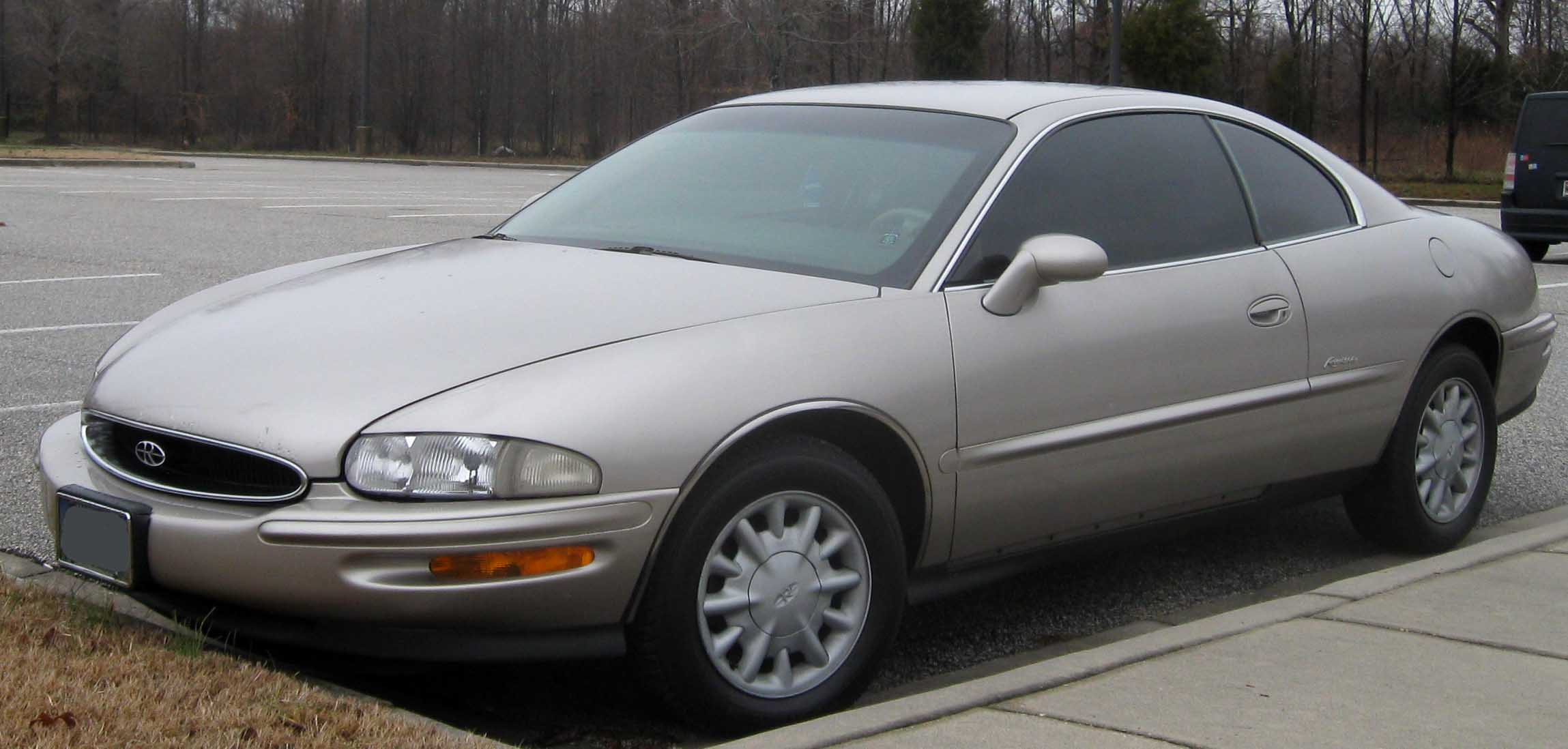
Última generación del Riviera (1995-1999).